# Лунгани (Воинешти)
Лунгани (рум. Lungani) насеље је у Румунији у округу Јаши у општини Воинешти. Oпштина се налази на надморској висини од 108 m.

## Становништво
Према подацима из 2011. године у насељу је живело 491 становника.